# Sreo sam ljubav iz prve pjesme
Sreo sam ljubav iz prve pjesme treći je studijski album hrvatskog pop-rock sastava Srebrna krila, koji je krajem 1980. godine objavila diskografska kuća Jugoton.

## Popis pjesama
| Br. | Skladba                             | Trajanje |
| --- | ----------------------------------- | -------- |
| 1.  | »Sreo sam ljubav iz prve pjesme«    | 3:48     |
| 2.  | »S jeseni sam Kaću sreo«            | 2:30     |
| 3.  | »Pomozi mi«                         | 2:43     |
| 4.  | »Ja igram na sve ili ništa«         | 2:38     |
| 5.  | »Nek' živi ljubav«                  | 3:32     |
| 6.  | »Samo ti«                           | 3:12     |
| 7.  | »Razredne cure«                     | 2:48     |
| 8.  | »Otvori dušu«                       | 3:19     |
| 9.  | »Mama ti ne zna, a tatu nije briga« | 2:01     |
| 10. | »Razglednica iz provincije«         | 3:35     |

## Izvođači
- Vlado Kalember - vokal, bas

- Davor Dado Jelavić - gitara

- Duško Mandić - gitara

- Adi Karaselimović - bubnjevi

- Mustafa Ismailovski - klavijature